# Amphiesma parallelum
Amphiesma parallelum este o specie de șerpi din genul Amphiesma, familia Colubridae, descrisă de Boulenger 1890. Conform Catalogue of Life specia Amphiesma parallelum nu are subspecii cunoscute.